# GameFace
GameFace ist eine britische Comedy-Fernsehserie. Der Pilotfilm lief am 23. April 2014 auf Channel 4. Die erste Staffel wurde vom 12. Oktober bis zum 9. November 2017 auf dem Channel 4 Ableger E4 gezeigt. Die deutsche Ausstrahlung der Serie erfolgt seit dem 3. Oktober 2019 bei One.

## Handlung
Marcella versucht ihren Lebensunterhalt als Schauspielerin zu bestreiten. Jedoch wird sie nur für die kleinsten Gastrollen gebucht, was sie zunehmend in Geldnot bringt. Daneben hat Marcella damit zu kämpfen, dass ihr Exfreund Simon sie nach zwölf Jahren Beziehung verlassen hat. Dieser hat ausgerechnet an Marcellas Geburtstag seine neue Frau geheiratet. Hinzu kommt, dass ihr drogenabhängiger Bruder Billy nach einer Entgiftung wieder anfängt, Drogen zu nehmen. Um ihr Leben endlich wieder in den Griff zu bekommen, nimmt Marcella sich einen Coach. Außerdem beginnt sie Fahrschulunterricht zu nehmen. Mit dem Fahrschullehrer Jon versteht sich Marcella sofort bestens und ist hin- und hergerissen zwischen ihren Gefühlen für Jon und für ihren Exfreund Simon.

## Besetzung
- Roisin Conaty als Marcella
- Damien Molony als Jon
- Dustin Demri-Burns als Simon
- Caroline Ginty als Caroline
- Nina Toussaint-White als Lucy
- Karl Theobald als Graham
- Dylan Edwards als Billy
- Pauline McLynn als Marcellas Mutter
- Francis Magee als Marcellas Vater

## Figuren
- Marcella ist eine junge Frau, die aufgrund ihres mangelnden Erfolges als Schauspielerin an Geldnot leidet. Außerdem trauert sie immer noch ihrem Exfreund Simon nach.
- Simon ist der Exfreund von Marcella. Die beiden führten zwölf Jahre eine Beziehung, bis Simon sich von Marcella trennte. Er heiratete seine neue Freundin sechs Tage, nachdem er diese kennengelernt hatte, ausgerechnet an Marcellas Geburtstag. Seine neue Freundin ist Marcella sehr ähnlich.
- Jon ist der Fahrschullehrer von Marcella. Marcella und Jon verstehen sich sofort bestens und treffen sich schließlich auch privat.
- Billy ist der Bruder von Marcella. Er ist drogenabhängig.
- Lucy ist eine gute Freundin von Marcella und Caroline. Sie führt heimlich eine Beziehung mit Billy.
- Caroline ist eine gute Freundin von Marcella und Lucy.
- Graham ist der Therapeut von Marcella.

## Hintergrund
GameFace entstand aus einer Reihe von Comedy Blaps Videos mit dem Titel Roisin Conaty: Onwards and Onwards, die auf dem Fernsehsender Channel 4 in Großbritannien  ausgestrahlt wurden und jeweils ungefähr sechs Minuten lang waren. Diese wurden zu einem Film zusammengeschnitten und am 23. April 2014 ebenfalls auf Channel 4 gezeigt. Im Jahr 2015 wurde angekündigt, dass es eine Serie zum Film geben sollte. Diese wurde ab Februar 2017 gedreht und im Oktober 2017 auf E4 ausgestrahlt. Neben Roisin Conaty war Caroline Ginty die einzige Darstellerin aus dem Pilotfilm, die auch in der Serie zu sehen war. Roisin Conaty schrieb das Drehbuch und spielte Marcella. Der Name Marcella ist auch Roisin Conatys zweiter Vorname. Die Serie sei ein wenig, aber nicht vollständig an ihrem eigenen Leben orientiert.

## Deutsche Ausstrahlung
Seit dem 3. Oktober 2019 ist die Serie auch bei dem deutschen Fernsehsender One zu sehen.

## Episodenliste

### Pilot
| Nr. | Deutscher Titel | Originaltitel | Erstausstrahlung UK | Regie          | Drehbuch      |
| --- | --------------- | ------------- | ------------------- | -------------- | ------------- |
| 0   | –               | Pilot         | 23. Apr. 2014       | Andrew Chaplin | Roisin Conaty |

### Staffel 1
| Nr. | Deutscher Titel                      | Originaltitel                | Erstausstrahlung UK | Deutschsprachige Erstveröffentlichung (ja) | Regie          | Drehbuch                     |
| --- | ------------------------------------ | ---------------------------- | ------------------- | ------------------------------------------ | -------------- | ---------------------------- |
| 1   | Held, Krieger, Feuerwehrmann, Lügner | Hero, Warrior, Fireman, Liar | 12. Okt. 2017       | 3. Okt. 2019                               | Andrew Chaplin | Roisin Conaty                |
| 2   | Wildnis                              | Wild                         | 12. Okt. 2017       | 3. Okt. 2019                               | Andrew Chaplin | Roisin Conaty                |
| 3   | Zwiebel                              | Onion                        | 19. Okt. 2017       | 4. Okt. 2019                               | Andrew Chaplin | Roisin Conaty                |
| 4   | Spinne                               | Spider                       | 26. Okt. 2017       | 4. Okt. 2019                               | Andrew Chaplin | Roisin Conaty, Damien Molony |
| 5   | Muschel                              | Skint                        | 2. Nov. 2017        | 4. Okt. 2019                               | Andrew Chaplin | Roisin Conaty                |
| 6   | Streich                              | Conch                        | 9. Nov. 2017        | 4. Okt. 2019                               | Andrew Chaplin | Roisin Conaty                |

### Staffel 2
| Nr. | Deutscher Titel       | Originaltitel         | Erstausstrahlung UK | Deutschsprachige Erstveröffentlichung (ja) | Regie          | Drehbuch      |
| --- | --------------------- | --------------------- | ------------------- | ------------------------------------------ | -------------- | ------------- |
| 1   | Prank                 | Prank                 | 17. Juli 2019       | 31. Okt. 2019                              | Andrew Chaplin | Roisin Conaty |
| 2   | Pickle                | Pickle                | 24. Juli 2019       | 31. Okt. 2019                              | Andrew Chaplin | Roisin Conaty |
| 3   | Gritty                | Gritty                | 31. Juli 2019       | 1. Nov. 2019                               | Andrew Chaplin | Roisin Conaty |
| 4   | Something About a Hat | Something About a Hat | 7. Aug. 2019        | 1. Nov. 2019                               | Andrew Chaplin | Roisin Conaty |
| 5   | Strange Plants        | Strange Plants        | 14. Aug. 2019       | 1. Nov. 2019                               | Andrew Chaplin | Roisin Conaty |
| 6   | Wolf                  | Wolf                  | 14. Aug. 2019       | 1. Nov. 2019                               | Andrew Chaplin | Roisin Conaty |

## Rezeption

### Kritiken
Die Kritiken zur Serie fielen überwiegend positiv aus.
Julie McDowall vom The National lobt, dass die Serie lustig sei. Sie meint, dass die meisten Sitcoms über unruhige, kinderlose, betrunkene Frauen die Frau hilflos und nett darstellen würden. Die Frau würde sich niederlassen und anfangen Kinder zu bekommen, wenn sie nur den richtigen Mann finden könnte. GameFace sei hingegen anders. Marcella werde als grob, frech und egoistisch dargestellt. Als ihre Kollegen glauben würden, dass Marcella Selbstmord gefährdet sei und ihr deshalb mehr Aufmerksamkeit widmen und ihr Geschenke machen würden, würde Marcella diesen Glauben aufrechterhalten. Marcella sei das glorreiche Gegenteil von albernen, unglücklichen TV-Frauen, wie die langweilige Miranda in der gleichnamigen Fernsehserie.
Michael Hogan vom Daily Telegraph findet, dass die Comedy-Serie unhöflich, roh und schlau romantisch sei. Sie sei die lustigste Sitcom des Jahres gewesen.
Carol Midgley von der Times lobt Roisin Conaty (Marcella) dafür, dass sie das Talent habe, sich im Nu von Heiterkeit zu Herzschmerz zu bewegen und jedes Extrem gleichermaßen überzeugend darzustellen. Stephen Armstrong glaubt, dass Roisin Conaty in GameFace schamlos lustig sei.
Fiona Sturges vom The Guardian fügt hinzu, dass GameFace eine großherzige Comedy sei, die es irgendwie schaffe, Depression und Einsamkeit in einer lustigen Art darzustellen. Julia Raeside beschreibt Marcella als eine Heldin in den Dreißigern, die ziellos, enthusiastisch, aber vor allem lustig sei.
Kerry Potter von der Daily Mail meint, dass GameFace eine Comedy im Bridget-Jones-Stil für eine neue Generation sei.

### Auszeichnungen und Nominierungen
British Comedy Awards
- 2017: Best New TV Sitcom (Nominierung)[11]

Chortle Awards
- 2017: Best TV (Nominierung)[12]

I Talk Telly Awards
- 2017: Best New Comedy (Nominierung)
- 2017: Best Comedy Performance (Roisin Conaty, Award)[13]

New York Festivals Awards
- 2017: Comedy (Bronze Award)[14]

Royal Horticultural Society Craft & Design Awards
- 2018: Director – Comedy Drama/Situation Comedy (Andrew Chaplin, Nominierung)
- 2018: Editing – Entertainment and Comedy (Charlie Fawcett, Nominierung)[15]